# Helena Beat
"Helena Beat" é uma canção grupo americano de indie pop Foster the People e sendo o segundo single do primeiro álbum de estúdio Torches. O single foi lançado nas rádios no dia 26 de julho de 2011. e foi solicitado nas rádio do Reino Unido em 5 de setembro de 2011. Em 10 de agosto de 2011 a BBC Radio 1, Greg James selecionou a canção como Canção da Semana.

## Faixas
| Versão do álbum |               |         |  |
| N.º             | Título        | Duração |  |
| 1.              | "Helena Beat" | 4:36    |  |

## Posições
| País — Tabela musical (2011-12)                           | Posição de pico |
| --------------------------------------------------------- | --------------- |
| Austrália — ARIA                                          | 74              |
| Canadá — Canadian Hot 100                                 | 75              |
| Canadá — Canadian Alternative Chart                       | 1               |
| Estados Unidos — Billboard Alternative Songs              | 9               |
| Estados Unidos — Billboard Bubbling Under Hot 100 Singles | 21              |
| Estados Unidos — Billboard Rock Songs                     | 15              |

## Histórico de lançamento
| País           | Data                  | Formato           |
| -------------- | --------------------- | ----------------- |
| Estados Unidos | 26 de julho de 2011   | Alternative radio |
| Reino Unido    | 5 de setembro de 2011 | Mainstream radio  |